# Spiesheim
Spiesheim ist eine Ortsgemeinde im Landkreis Alzey-Worms in Rheinland-Pfalz. Sie gehört der Verbandsgemeinde Wörrstadt an.

## Geographie

### Lage
Als Weinbaugemeinde liegt Spiesheim im größten Weinbau treibenden Landkreis Deutschlands und mitten im Weinanbaugebiet Rheinhessen. Die nächsten Städte sind Wörrstadt (3 km) und Alzey (6 km). Die Landeshauptstadt Mainz ist weniger als 30 km entfernt und kann leicht über die Bundesautobahn 63 erreicht werden.

### Nachbargemeinden
- Albig
- Biebelnheim
- Ensheim
- Wörrstadt

## Allgemeines
Die 750 Hektar große Gemarkung weist einen Höhenunterschied von über 100 Metern auf. In Spiesheim wird ein reges Vereinsleben gepflegt.

## Geschichte
Archäologisch dokumentiert sind keltische Siedlungsspuren aus der Zeit ab 250 v. Chr., weitere Funde belegen eine römische Siedlungskontinuität. Im 5. Jahrhundert erfolgte die Landnahme durch die Franken. Das Dorf Spiesheim ist wahrscheinlich um das Jahr 500 entstanden. Die erste urkundliche Erwähnung unter dem Namen „Spizisheim“ ist auf das Jahr 770 datiert und beruht auf eine Schenkung von Weinbergen und Äckern an das Kloster Lorsch.
Den Zehnten und das Patronat der Pfarrkirche übertrugen 1248 die Herren von Löwenstein an das Kloster Sion. Mit der Aufhebung des Klosters fielen diese Rechte an die Pfalzgrafen.

## Politik

### Gemeinderat
Der Gemeinderat in Spiesheim besteht aus zwölf Ratsmitgliedern, die bei der Kommunalwahl am 9. Juni 2024 in einer Mehrheitswahl gewählt wurden, und dem ehrenamtlichen Ortsbürgermeister als Vorsitzendem. Bis zur Wahl 2019 wurden die Ratsmitglieder in einer personalisierten Verhältniswahl gewählt, da mehrere Listen eingereicht wurden.
Die Sitzverteilung im Gemeinderat:
| Wahl | SPD               | WfS               | WGS               | Gesamt   |
| ---- | ----------------- | ----------------- | ----------------- | -------- |
| 2024 | per Mehrheitswahl | per Mehrheitswahl | per Mehrheitswahl | 12 Sitze |
| 2019 | –                 | 7                 | 5                 | 12 Sitze |
| 2014 | –                 | 7                 | 5                 | 12 Sitze |
| 2009 | 5                 | 7                 | –                 | 12 Sitze |
| 2004 | 5                 | 7                 | –                 | 12 Sitze |

- WfS = Freie Wählergruppe Spiesheim „Wir für Spiesheim“ e. V.
- WGS = Wählergruppe Schmitt

### Bürgermeister
- Philipp Grünewald (FWG) 1946–1964
- Jakob Babel (FWG) 1964–1966
- Friedrich Weinz (FWG) 1966–1979
- August Ohl (FWG) 1979–1994
- Klaus Gombert (FWG) 1994–2004
- Hans-Philipp Schmitt (WfS, SPD) seit 2004

Bei der Direktwahl am 26. Mai 2019 wurde Hans-Philipp Schmitt mit einem Stimmenanteil von 77,99 % und am 9. Juni 2024 als einziger Bewerber mit 76,7 % für jeweils weitere fünf Jahre in seinem Amt bestätigt.

### Wappen
Das Spiesheimer Gemeindewappen wurde 1986 von der damaligen Bezirksregierung Rheinhessen-Pfalz genehmigt. Es geht auf ein Gerichtssiegel aus dem Jahre 1492 zurück, das nachweislich noch 1738 in Gebrauch war. Es zeigt bereits alle Attribute des heutigen Wappens in einem Schild, der vom heiligen Kirchenpatron Stephanus als Schildhalter getragen wurde. Dieses Siegel muss noch um 1900 existiert haben, da es zwischen 1894 und 1928 Aufnahme in die Siegelsammlung Otto Hupp fand.
Es setzt sich aus Wappen ehemals ortsansässiger Familien zusammen. Die Fidel in rotem, mit Blumen bestreuten Feld verweist auf die Familie der Wilch von Alzey (vgl. Grabmal im Turm der kath. Kirche). Der goldene Löwe in mit goldenen Schindeln bestreutem Feld steht für die Herren von Löwenstein, die 1248 die Patronatsrechte über die Spiesheimer Kirche an das Kloster Sion bei Mauchenheim abgaben. Die steigende Bracke und Hifthörner, mittelalterliche Jagdhörner, beziehen sich auf weitere Adelsfamilien, von denen leider nur eine bekannt ist: auf einer alten Grabplatte in der Kirche zu Spiesheim ist ein Wappen mit einem roten Hifthorn (auf rotem Dreiberg in Gold) als den Herren von Horneck zugehörig nachgewiesen. Möglicherweise handelt es sich aber auch um das – farblich gewendete – Wappen der ursprünglich Mainzer Patrizierfamilie zum Jungen.

## Kultur und Sehenswürdigkeiten

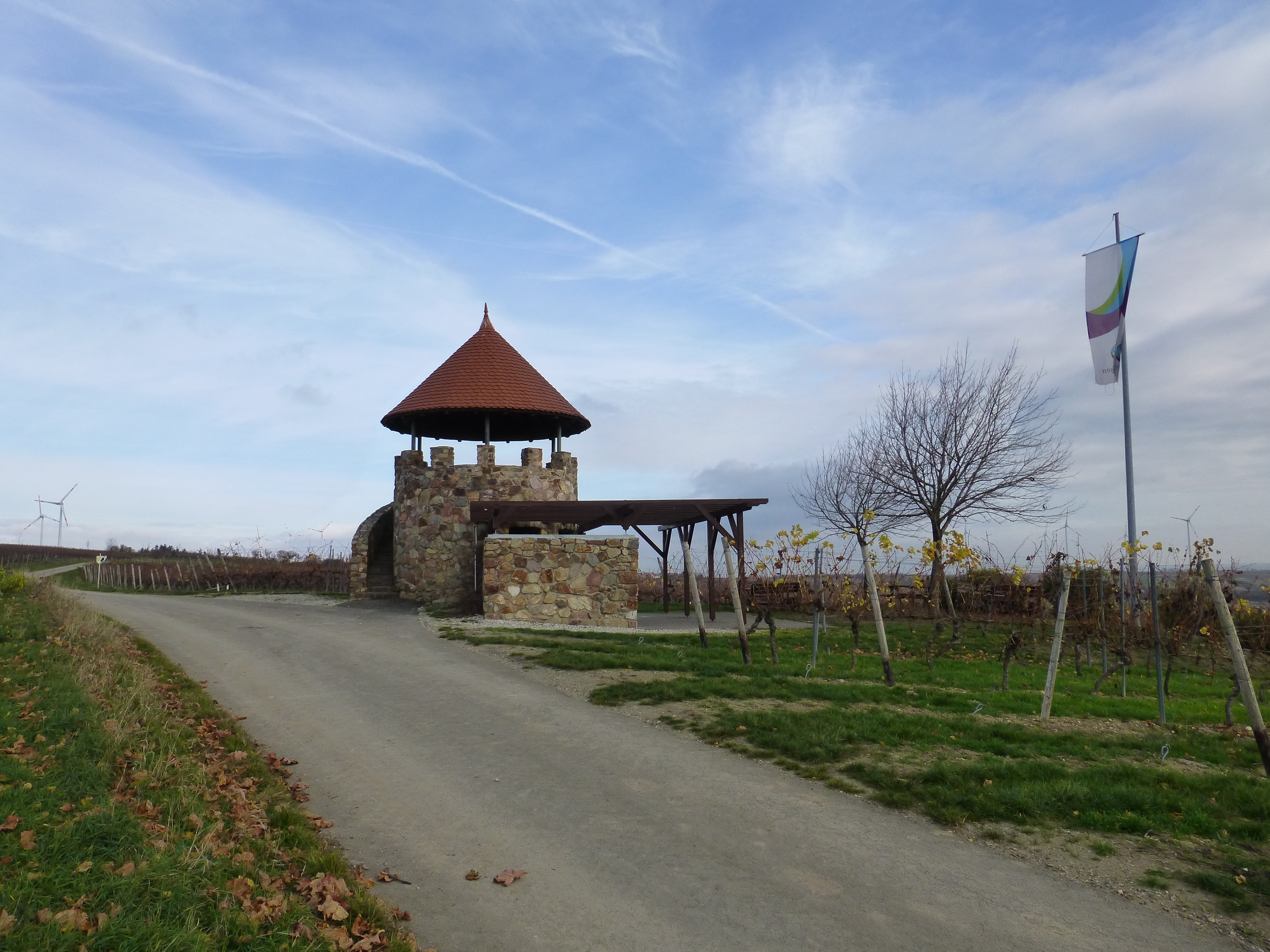
Weinbergsturm südwestlich von Spiesheim

### Regelmäßige Veranstaltungen
- Spiesheimer Kerb am zweiten Sonntag im Juli

### Bauwerke
- Bergkirche mit einem Wehrturm aus dem 11. Jahrhundert
- Sängerhalle mit Bleiverglasungen
- Weinbergsturm mit Aussichtsplattform

Siehe auch: Liste der Kulturdenkmäler in Spiesheim

## Wirtschaft und Infrastruktur

### Verkehr
Die Verkehrsanbindung kann für die Größe von Spiesheim als sehr gut bezeichnet werden: Die A 63 ist über die Anschlussstelle Biebelnheim praktisch direkt zu erreichen, und auch die Anschlussstelle Bornheim der A 61 ist von Spiesheim nur 4,5 km entfernt. Die A 63 verbindet Spiesheim mit Mainz und Kaiserslautern. Ludwigshafen am Rhein und das Rhein-Neckar-Gebiet sind über die A 61 zu erreichen. Nach Norden ist die A 61 eine Verbindung nach Koblenz, Mönchengladbach und bis in die Niederlande.

### Wirtschaft
Hauptsächlicher Wirtschaftsbetrieb im Ort ist Weinanbau. Die Weinlage Spiesheimer Osterberg um den Ort gehört im Weinanbaugebiet Rheinhessen zum Bereich Nierstein zur Großlage Petersberg.

## Persönlichkeiten
- Johann Jacobs (* 6. Mai 1721 in Spiesheim; † 21. Dezember 1800 in Bamberg), Jesuit und Hochschullehrer
- Philipp Keller (* 4. September 1858 in Spiesheim; † 21. Dezember 1908 in Stein-Bockenheim), Landwirt und Mitglied des Deutschen Reichstags